# Conrad II Munking Kettler

Wapen Kettler / von Ketteler

Conrad II Munking Kettler de Jonge (ca. 1370-1423) heer van Borghausen. Hij was een zoon van Conrad I Munking Kettler en Sophia NN. 
Na het overlijden van zijn vader erfde hij  Borghausen. Lang heeft hij daar niet van mogen genieten. 3 jaar later kwam Borghausen aan zijn jongere broer Frederik Munking Ketteler (1380-1462).